# Monogram Pictures
Monogram Pictures Corporation a fost un studio de film care a produs în principal filme cu buget redus între 1931 și 1953, când firma a completat o tranziție către numele Allied Artists Pictures Corporation. Monogram a fost printre studiourile mai mici în era de aur a Hollywood-ului, fiind referit în general colectiv ca Poverty Row. Lipsit de resursele financiare pentru a oferi decorurile generoase, valorile de producție și puterea vedetă a studiourilor mai mari, Monogram a căutat să-și atragă publicul cu promisiunea de acțiune și aventură.
Marca înregistrată a companiei este în prezent deținută de Allied Artists International. Complexul original întins de cărămidă care a funcționat ca sediu al Monogram și Allied Artists a rămas la 4376 Sunset Drive, utilizat ca parte a Centrului Media al Bisericii de Scientologie (anterior facilitățile de televiziune ale KCET).

## Legături externe
- Monogram Pictures la Internet Movie Database
- Monogram Pictures la Internet Movie Database